# Saliszowie Nadmorscy

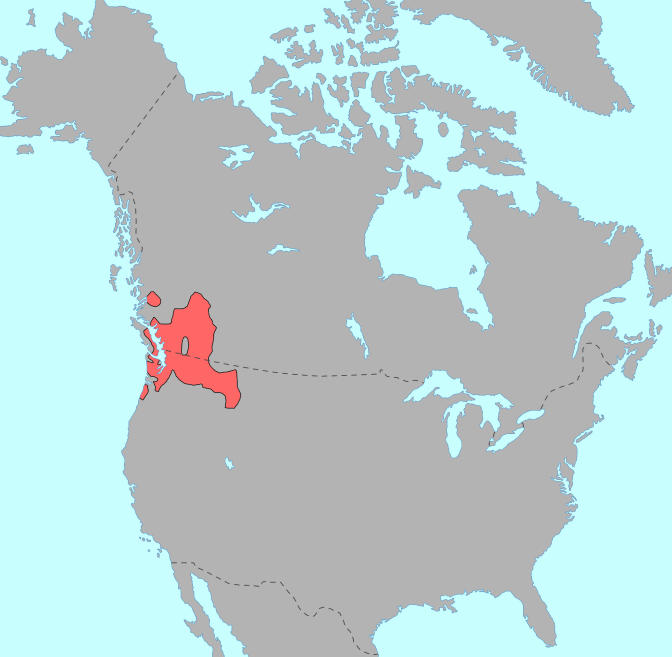
Pierwotna dystrybucja języków saliszowych

Saliszowie Nadmorscy (ang. Coast Salish) – grupa plemion Indian zamieszkujących Kolumbię Brytyjską w Kanadzie. Plemionami wchodzącymi w skład grupy są m.in.:
- Cowichan
- Musqueam
- Nuxalk
- Shishalh (Sechelt)
- Snuneymuxw (Nanaimo)
- Squamish
- Stó:lō
- Tsawwassen
- T'Souke (Sooke)

Kilka grup Saliszów zamieszkuje także sąsiedni obszar Wybrzeża Północno-Zachodniego Stanów Zjednoczonych, gł. w okolicach Zatoki Puget (ang. Puget Sound) w stanie Waszyngton.
Każde z plemion posługuje się własnym językiem i posiada odmienne tradycje. Cechami łączącymi je jest środowisko życia (oceaniczne), sposób odżywiania się i polowań (połowy łososia oraz używanie totemów). Saliszowie posługiwali się oryginalnym, trzynastomiesięcznym kalendarzem, opartym na fazach Księżyca. Wioski Saliszów budowane wzdłuż rzek, nierzadko rozciągały się na wielokilometrowych odcinkach. Zabudowane były chatami wykonanymi z drewna i kory drzewnej. W pojedynczej chacie schronienie znaleźć mogło czterdzieści lub więcej osób. W razie konieczności zmiany lokalizacji, domostwa rozbierano, a elementy transportowano w inne miejsce.
Cechą charakterystyczną różniącą Saliszów od większości innych plemion indiańskich była instytucja własności prywatnej oraz związanego z tym statusu społecznego. Saliszowie rozwinęli także instytucję niewolnictwa. W przeciwieństwie do innych plemion, gdzie niewolnicy byli członkami plemienia pozbawionymi praw, własnością wspólną, niewolnicy Saliszów byli własnością prywatną. Status niewolnika był dziedziczony.
Liczebność w roku 2000: Według danych U.S. Census Bureau, podczas spisu powszechnego w 2000 roku 11034 obywateli USA zadeklarowało, że ma pochodzenie wyłącznie Puget Sound Salish, zaś 14631 oświadczyło, że ma pochodzenie wyłącznie lub między innymi Puget Sound Salish.
Ponadto 3310 obywateli USA zadeklarowało w 2000 roku pochodzenie wyłącznie Salish (4739 – wyłącznie lub m.in. Salish), zaś 3464 innych określiło swe pochodzenie jako wyłącznie Salish and Kootenai (4203 – wyłącznie lub m.in. Salish and Kootenai).